# Rajd
Rajd – zawody sportowe polegające na przebyciu określonej trasy w wyznaczonym czasie przy ustalonych warunkach regulaminu. Rozróżniamy:
- Rajd pieszy
  - Rajd krajoznawczy
  - Impreza na orientację
- Rajd samochodowy
  - Rajd terenowy
- Rajd konny
- Rajd przygodowy